# Грунська Тетяна Аврамівна
Тетяна Аврамівна Грунська (народилася 14 березня 1968 в місті Полонному Хмельницької області) — український прозаїк, художниця, лауреат премії імені Пантелеймона Куліша, член Національної спілки письменників України (з 2011).

## Життєпис
Народилась на Хмельниччині, однак зі шкільних років мешкає у Львові.
Закінчила факультет журналістики Львівського державного університету імені Івана Франка.
Тетяна артистично читає свої твори перед різноманітною аудиторією, проводить уроки чистоти української мови в середніх школах.
Художниця. Малює те, що любить: краєвиди й натюрморти. Техніка — пуантилізм.

## Творчість
Авторка книжок
- «Сільський роман. Міський роман» (2003),
- «Дорожній роман. Роман на припоні» (2004),
- «Вероніка та її коханці» (2006),
- «Грабіжник, або Чуже побачення» (2007),
- «Роман речей» (2009),
- «Злодій» (2011),
- «Кохання по-чоловічому» (2016).